# Paramacroderoides pseudoechinus
Paramacroderoides pseudoechinus är en plattmaskart. Paramacroderoides pseudoechinus ingår i släktet Paramacroderoides och familjen Macroderoididae. Inga underarter finns listade i Catalogue of Life.